# Mahalia
Mahalia Rose Burkmar (* 1. Mai 1998 in Leicester) ist eine englische R&B-Sängerin und Songwriterin aus Syston in Leicestershire. 2019 hatte sie ihren Durchbruch mit dem Album Love and Compromise.

## Biografie
Die Eltern von Mahalia waren bereits in den 1980er Jahren im Popgeschäft aktiv, ihre Mutter gehörte zum Umfeld von Colourbox, ihr Vater war Tourmusiker bei Erasure. In ihrer Kindheit spielte sie Gitarre und schrieb bereits ihre eigenen Lieder. Mit 13 Jahren nahm sie ihre erste EP auf und bekam so die Aufmerksamkeit der großen Musiklabel. 2015 war sie Mitautorin und Gastsängerin beim Titelsong des Nummer-1-Albums We the Generation von Rudimental. Im selben Jahr erschien ihre erste Label-EP Never Change bei Asylum Records.
2016 hatte sie einen Auftritt im britischen Gang-Film Brotherhood und veröffentlichte ihr Debütalbum Diary of Me noch ohne besonderen Erfolg. Außerdem erschienen von ihr in diesem und dem folgenden Jahr zahlreiche Singles. Mit der EP Seasons und den Songs Do Not Disturb und zusammen mit Little Simz Proud of Me fand sie 2018 positive Reaktionen in der Musikpresse und wurde zum Jahreswechsel in die Nominiertenlisten der einschlägigen Newcomer-Awards (Critics’ Choice, Sound of 2019) aufgenommen. Im August 2019 gelang ihr schließlich der Durchbruch mit der Single Simmer mit Beteiligung von Burna Boy, mit der sie erstmals in die britischen Charts kam. Ihr Album Love and Compromise erreichte im Monat darauf Platz 28 in Großbritannien. Über ihre Heimat hinaus erfolgreich war gegen Jahresende die Single What You Did mit Ella Mai, die sich unter anderem auch in der R&B-Auswertung der Charts in den USA platzieren konnte.
2020 wurde ihre Zusammenarbeit mit Jacob Collier bei dessen Song All I Need in der Kategorie Beste R&B-Darbietung für einen Grammy Award nominiert.

## Diskografie
Alben
- Diary of Me (2016)
- Love and Compromise (2019)
- IRL (In Real Life, 2023)

EPs
- Head Space (2012)
- Never Change (2015)
- Seasons (2018)
- Isolation Tapes (2020)

Lieder
- Borrowers (2015)
- Back Up Plan (2016)
- 17 (2016)
- Silly Girl (2016)
- Mahalia (2016)
- Roller Coaster (2016)
- I Remember (2016)
- Marry Me (2016)
- Independence Day (2016)
- Begin Again (2016)
- Sober (2017, UK: Silber)
- Hold On (featuring Buddy, 2017)
- No Pressure (2017)
- Proud of Me (featuring Little Simz, 2018)
- No Reply (2018)
- Water (mit Kojey Radical & Swindle, 2018)
- I Wish I Missed My Ex (2018, UK: Silber)
- Surprise Me (2018)
- One Night Only (featuring Kojey Radical, 2018)
- Do Not Disturb (2019)
- Grateful (2019)
- Simmer (featuring Burna Boy, 2019)
- Square 1 (2019)
- What You Did (featuring Ella Mai, 2019)
- BRB (2020)

## Auszeichnungen für Musikverkäufe
| Goldene Schallplatte - Kanada - 2025: für die Single Simmer - 2025: für die Single What You Did |

Anmerkung: Auszeichnungen in Ländern aus den Charttabellen bzw. Chartboxen sind in ebendiesen zu finden.
| Land/RegionAuszeichnungen für Musikverkäufe (Land/Region, Auszeichnungen, Verkäufe, Quellen) | Silber     | Gold     | Platin | Verkäufe  | Quellen         |
| -------------------------------------------------------------------------------------------- | ---------- | -------- | ------ | --------- | --------------- |
| Kanada (MC)                                                                                  | —          | 2× Gold2 | —      | 80.000    | musiccanada.com |
| Vereinigtes Königreich (BPI)                                                                 | 3× Silber3 | Gold1    | —      | 1.000.000 | bpi.co.uk       |
| Insgesamt                                                                                    | 3× Silber3 | 3× Gold3 | —      |           |                 |